# گزیان
گزیان (Tamaricaceae) تیره‌ای است از میخک‌سانان اغلب علفی یا درختی کوچک یا درختچه‌ای با چهار سرده و ۱۲۰ گونه بومی نواحی خشک آسیا و اروپا و آفریقا که بسیاری از آنها در خاکهای شور می‌رویند؛ برگ‌های آنها معمولاً فلس‌مانند و به طول یک تا پنج میلی‌متر است و در طول ساقه با یکدیگر هم‌پوشانی دارند و در برخی گونه‌ها با ترشحات نمک پوشیده شده‌اند؛ گلهای آنها کوچک و منظم و چهار تا پنج پر یا به‌ندرت شش‌پر است.